# Myliobatis hamlyni
Myliobatis hamlyni — редкий вид хрящевых рыб рода орляков семейства орляковых скатов отряда хвостоколообразных надотряда скатов. Эти глубоководные скаты обитают в западной части Тихого океана, прежде считались эндемиками вод, омывающих Австралию. Встречаются у берега на глубине до 330 м. Максимальная зарегистрированная ширина диска 48 см. Грудные плавники этих скатов срастаются с головой, образуя ромбовидный диск, ширина которого превосходит длину. Характерная форма плоского рыла напоминает утиный нос. Тонкий хвост намного длиннее диска. На хвосте имеется ядовитый шип. Окраска дорсальной поверхности диска розовато-коричневого или зеленовато-коричневого цвета.
Подобно прочим хвостоколообразным Myliobatis hamlyni размножаются яйцеживорождением. Эмбрионы развиваются в утробе матери, питаясь желтком и гистотрофом. Эти скаты не являются объектом коммерческого промысла.

## Таксономия
Впервые новый вид был научно описан в 1911 году. Синтип представляет собой неполовозрелого самца, пойманного у берегов Мортон Айленд, Квинсленд, Австралия (27°02′ ю. ш. 153°28′ в. д.). Этот вид путают с другими видами орляков, имеющими схожий ареал. Из-за недостатка материала для исследований (вид известен всего по 15 особям) половой и онтогенетический димфорфизм малоизучен. Вид назван в честь энтомолога Рональда Хэмлина-Харриса (1874—1953), директора Музея Квинсленда.

## Ареал и места обитания
Myliobatis hamlyni обитают у восточного побережья Австралии, а также, согласно последним данным, в водах Индонезии, Филиппин, Тайваня и Японии (Окинава). Они держатся на внешней части межконтинентального шельфа и в верхней части материкового склона на глубине от 117 до 330.

## Описание
Грудные плавники Myliobatis hamlyni, основание которых расположено позади глаз, срастаются с головой, образуя ромбовидный плоский диск, ширина которого превышает длину, края плавников имеют форму заострённых («крыльев»). Передний край прямой или слегка выгнут. Рыло притуплённое. Кнутовидный хвост намного длиннее диска. Брюшные плавники широкие, задний край закруглён. Позади глаз расположены брызгальца. На вентральной поверхности диска имеются 5 пар жаберных щелей, рот и ноздри. Между ноздрями пролегает кожный лоскут. Зубы образуют плоскую трущую поверхность, состоящую из нескольких рядов пластин на каждой челюсти. На дорсальной поверхности хвоста сразу позади небольшого спинного плавника присутствует один или реже несколько ядовитых шипов, длина которых составляет 13,1—15,9 % ширины диска. Кроме того, на хвосте вентрально расположена хорошо заметная кожная складка. У самцов имеются птеригоподии, длина которых равна 5,5—5,7 % ширины диска. Расстояние от кончика рыла до спинного плавника составляет 63,6—68,6 %. Число лучей грудных плавников 85—92. Количество позвонков 114—119. Окраска дорсальной поверхности диска розовато- или зеленовато-коричневого цвета без отметин. Максимальная зарегистрированная ширина диска 48 см.

## Биология
Подобно прочим хвостоколообразным Myliobatis hamlyni относятся к яйцеживородящим рыбам. Эмбрионы развиваются в утробе матери, питаясь желтком и гистотрофом. Самцы достигают половой зрелости при ширине диска 65 см.
На Myliobatis hamlyni паразитируют цестоды Paroncomegas myliobati

## Взаимодействие с человеком
Myliobatis hamlyni не являются объектом целевого коммерческого промысла. Это крайне редкий вид. Международный союз охраны природы присвоил этому виду охранный статус «Вымирающий».